# Podotricha euchroia
Podotricha euchroia är en fjärilsart som beskrevs av Doubleday 1847. Podotricha euchroia ingår i släktet Podotricha och familjen praktfjärilar. Inga underarter finns listade i Catalogue of Life.